# Alosa chrysochloris
Alosa chrysochloris és una espècie de peix de la família dels clupèids i de l'ordre dels clupeïformes. És present a l'Atlàntic occidental central: Golf de Mèxic, des de Corpus Christi (Texas) a Texas fins a Pensacola (Florida). També és present als rius Mississipi i Ohio.
Els mascles poden assolir 50 cm de llargària total i 1.700 g de pes.
Els adults mengen peixets i els immadurs insectes.
Pot viure fins als 4 anys.